# Jerzy Siebielec
Jerzy Siebielec (ur. 26 kwietnia 1923 w Turobinie, zm. 10 sierpnia 1999) – polski rolnik, poseł na Sejm PRL V i VI kadencji.

## Życiorys
Uzyskał wykształcenie średnie niepełne. Przed II wojną światową pracował w piekarni. W 1942 wywieziono go na przymusowe roboty do obozów pracy w Budzyniu i Niedrzwicy Dużej. W lipcu 1944 uciekł z obozu, przedostając się do 1 Armii Wojska Polskiego. Był żołnierzem 2 Warszawskiej Dywizji Piechoty i 6 Pułku Piechoty. W 1947 został zdemobilizowany. Został skierowany, jako osadnik wojskowy, do Sośnicowic, gdzie zostało mu przydzielone gospodarstwo rolne, na którym podjął pracę. W 1969 i 1972 uzyskiwał mandat posła na Sejm PRL w okręgu Gliwice z ramienia Zjednoczonego Stronnictwa Ludowego. W trakcie V kadencji zasiadał w Komisji Drobnej Wytwórczości, Spółdzielczości Pracy i Rzemiosła, w Komisji Przemysłu Lekkiego, Rzemiosła i Spółdzielczości Pracy oraz w Komisji Rolnictwa i Przemysłu Spożywczego, a w trakcie VI w Komisji Górnictwa, Energetyki i Chemii.

## Odznaczenia
- Brązowy Krzyż Zasługi
- Medal Zwycięstwa i Wolności 1945
- Brązowy Medal „Zasłużonym na Polu Chwały”
- Medal „Za zwycięstwo nad Niemcami w Wielkiej Wojnie Ojczyźnianej 1941–1945” (Związek Radziecki)
- Odznaka Grunwaldzka